# Tháp pháo

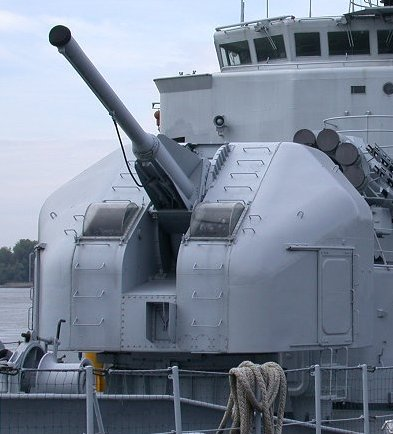
Một tháp pháo hiện đại cho phép pháo được bắn thông qua điều khiển từ xa

Tháp pháo là một thiết bị dùng để bảo vệ pháo đội hoặc thiết bị khai hỏa của một cỗ pháo và đồng thời cho phép nòng súng được ngắm và bắn về nhiều hướng.
Một tháp pháo là một hệ thống vũ khí xoay, có thể được dùng để kiên cố hóa một tòa nhà hay công trình, ví dụ như một ụ pháo đối thủy, hoặc được trang bị trên chiến xa bọc thép, tàu hải quân, hoặc máy bay quân sự.
Tháp pháo có thể được trang bị với một hoặc nhiều súng máy, pháo tự động, súng lớn, hoặc súng phóng tên lửa. Nó có thể do người vận hành hoặc được điều khiển từ xa, và thường được bọc giáp.
Tháp pháo có thể bảo vệ chống lại tổn hại trong chiến đấu hoặc khỏi thời tiết và điều kiện môi trường trong đó vũ khí hoặc pháo đội làm việc.
Thuật ngữ "tháp pháo" bắt nguồn từ thời trung cổ - là một vị trí kiên cố ở trên nóc một tòa nhà hoặc trên tường thành, khác với "tháp" mọc thẳng từ dưới đất lên.